# Ostend (Francfort-sur-le-Main)
Ostend est un quartier de l'est de Francfort-sur-le-Main. Il est relié à la ville de Hanau par un pont historique, le Deutschherrnbrücke.